# Hayneville
Hayneville − miasto w południowo-wschodniej części Stanów Zjednoczonych, w Alabamie, stolica hrabstwa Lowndes.

## Demografia
- Liczba ludności: 777 (2023)[1]
- Gęstość zaludnienia: 161,9 os./km² (2023)
- Powierzchnia: 4,8 km² (2023)

Według spisu dokonanego w 2000 roku przez United States Census Bureau miasto zamieszkiwało 1 177 mieszkańców. Było tam 409 gospodarstwa domowe, które zamieszkiwało 294 rodzin. Gęstość zaludnienia wynosiła wtedy 245,2 os./km². W mieście wybudowanych było 467 domów (ich gęstość to 97,5 domu/km²).
Podział mieszkańców według ras (stan na 2000 rok):
- 85,47% − Afroamerykanie
- 13,42% − Biali
- 0,17% − Azjaci
- 0,93% − z dwóch lub więcej ras
- 0,34% − Hiszpanie lub Latynosi